# Jimmie Vaughan
James Lawrence Vaughan, detto Jimmie Lee (Dallas, 20 marzo 1951), è un chitarrista, compositore e cantante statunitense rock/blues.
Fratello maggiore del celebre Stevie Ray Vaughan.

## Biografia
Jimmie Vaughan inizia a suonare la chitarra all'età di 12 anni esercitandosi ininterrottamente. Racconta così i suoi inizi di chitarrista: "Un giorno mi feci male giocando a football e fui costretto ad indossare uno di quei collari rigidi che mi impediva di muovere il busto, così un amico di famiglia mi regalò una chitarra dicendomi che con quella non avrei rischiato altri incidenti... da allora non mi importò più nulla di niente"
Nel 1967 se ne va di casa e forma i Chessmen. Più tardi nel 1974 fonda i Fabulous Thunderbirds, gruppo rock blues con i quali rincorre il successo arrivato solo nel 1986 con l'album "Tuff Enuff", pubblicato dalla Columbia Records.
Nel 1989 lascia la band e inizia a registrare insieme a suo fratello minore l'album "Family Style", che viene pubblicato pochi giorni dopo il tragico incidente mortale di Stevie Ray (27 agosto 1990).
Nel 1994 pubblica il suo primo album solista, Strange Pleasure, contenente "Six Strings Down", una canzone alla memoria del fratello. Da allora ha continuato nella sua carriera da solista.
Ha tenuto esibizioni di apertura per la maggior parte delle date nel tour estivo di Bob Dylan del 2007.
Partecipa abitualmente ai Crossroads Guitar Festival del blues organizzati da Eric Clapton.

## Stile

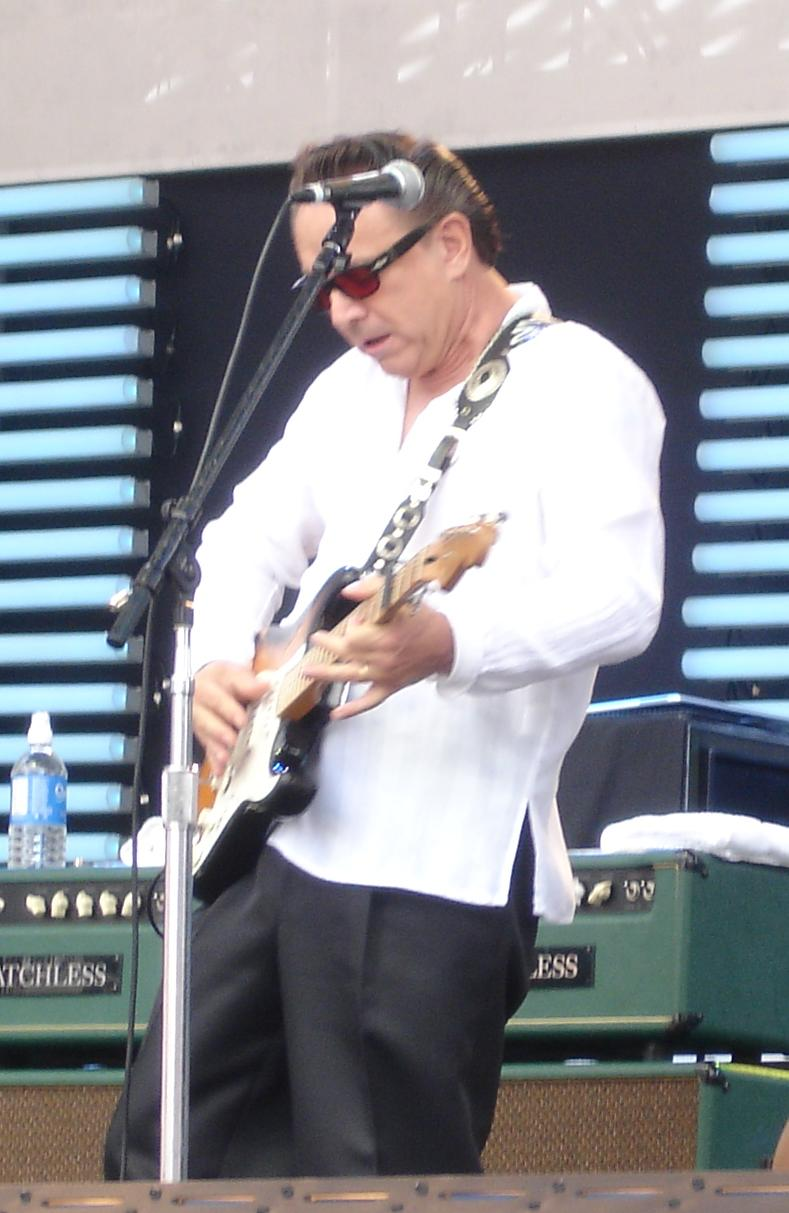
Jimmie Vaughan al Crossroads Guitar Festival del 2007.

Il suo stile è stato influenzato maggiormente da chitarristi come Freddie King (con il quale ha intrattenuto rapporti personali), Jimmy Reed e Albert King. Altra importante influenza nell'età giovanile è stato Johnny "Guitar" Watson: ha infatti dichiarato che lui e suo fratello Stevie hanno studiato  Johnny "Guitar" Watson più di qualsiasi altro chitarrista.

## Discografia

### Con i Fabulous Thunderbirds
- The Fabulous Thunderbirds (1979)
- What's the Word (1980)
- Butt Rockin' (1981)
- T-Bird Rhythm (1982)
- Tuff Enuff (1986)
- Hot Number (1987)
- Powerful Stuff (1989)

### Con Stevie Ray
- Family Style (1990)

### Solista
- Strange Pleasure (1994)
- Out There (1998)
- Do You Get the Blues? (2001)
- On The Jimmy Reed Highway (2007) with Omar Kent Dykes
- Plays Blues, Ballads & Favorites (2010)
- Plays More Blues, Ballads & Favorites (2011)
- Baby, Please Come Home (2020)

## Curiosità
- La Fender produce dal 1997 una sua chitarra signature, la Jimmie Vaughan Tex-Mex Stratocaster.
- Nel 2008 ha sostenuto il candidato presidenziale repubblicano Ron Paul.